# Девід Е. Р. Вайт
Девід Ендрю Рой Уайт (12 травня 1970 , Додж-Сіті, Канзас ) — американський кіноактор, режисер, продюсер і сценарист.
Девід Е. Р. Уайт народився 12 травня 1970 в Додж-Сіті, штат Канзас. Виріс в маленькому фермерському містечку, яке було розташоване за межами Додж-Сіті, у штаті Канзас. Девід є одним із засновників Pure Flix Entertainment, кінокомпанія знімає християнські фільми. Одружений з акторкою Логан Вайт.

## Кар'єра
Девід Уайт переїхав в Лос-Анджелес, штат Каліфорнія у віці 19 років. Через шість місяців після його прибуття в Лос-Анджелесі, він отримав роль Андрія в серіалі з Бертом Рейнольдсом «Вечірня тінь». На додаток Девід з'являється гостем у телесеріалах, таких як «Тренер», «Врятовані дзвінком», «Сестри» і «Район Мелроуз».
Уайт зіграв в таких фільмах, як «І прийшов він», за участю кантрі-виконавця і актора Ренді Тревіса, «Обитель диявола» з актором Чаком Норрісом, а також знявся разом з Еріком Робертсом і Кевіном Даунса в фільмах «Остання афера» і «Шість». У 2011 році Девід знявся разом з Джеффі Фейі у фільмі «Відступ шлюбу», у цьому ж році знявся у фільмі «Зворотний відлік: Єрусалим».
У 1999 році Уайт спробував себе продюсером у фільмі «Моментом пізніше», за сумісництвом Уайт також грав в цьому фільмі роль Адама Райлі. Він так само продюсував в інших фільмах, таких як «І прийшов він», «Парі». У 2012 році він створив історичну драму «Апостол Петро і Таємна Вечеря» в головних ролях знялися Роберт Лоджа і Брюс Марчіано.
У 2010 році Девід почав пробувати себе в кріслі режисера. Його перший фільм як режисер був «Несподівана зустріч», в якому знімалися Брюс Марчіано і рестлер Стів Борден.
Його другий фільм як режисера «Таємна свята людина» розповідає історію Аміша, який приїхав до Голлівуду, у фільмі знявся Фред Віллард.